# Raped Teenagers
Raped Teenagers var ett svenskt punkband startat i Linköping 1983. 
Bandets musikstil var ursprungligen klassisk råpunk med antikrigsbudskap på engelska. Med tiden blev musiken mer egensinnig och texterna svenska. Många vilda och kaotiska spelningar genomfördes vid den här tiden, främst i Linköping. Så småningom ersattes Glada av Ola 1985 och det var den sättningen som gällde fram till bandet lades ner. Mellan 1986 och 1991 genomförde bandet ett drygt 100-tal spelningar. Raped Teenagers gjorde en europaturné 1988. Sista spelningen på turnén var i Holland. Därefter spelade de på Hultsfredsfestivalen i augusti 1988. Bandet återvände senare till Europa och södra Tyskland och gjorde en konsertinspelning till en LP. När medlemmarna var i 25-årsåldern 1992 saknade de inspiration att fortsätta och lade ner bandet.

## Medlemmar
- Peter "Biffen" Karlsson (fd Destroy som kan höras på Really Fast Vol. 1) - Sång (första sättningen)
- Stefan Angeltorp (fd NMW=No More War) - Sång (andra sättningen)
- Patrick "Packe" Sjösten (fd NMW=No More War) - Sång (tredje sättningen) & gitarr
- Peter "Glada" Larsson (fd 1717) - Bas (första sättningen)
- Ola Fagerberg (fd Kurt i Kuvös som kan höras på Really Fast Vol.1 och split LP med Huvudtvätt/Headcleaners) - Bas & sång (tredje sättningen)
- Peter "Sveden" Swedenhammar (fd Sabba Abba, Betong, Gonoreé, Para System, Fight Back) - Trummor & sång

## Diskografi
- War Child - kassett (egen produktion, 1984)
- Jag gillar blommor, Jag gillar träd, Jag gillar naturen som den är - EP (egen produktion, 1985)
- Kalaspuffar - mini-LP (Over the Top, 1987)
- Jagad försvagad (live) - kassett (PAS-83, 1987)
- I kräftans klor - LP (Chickenbrain Records, 1988)
- I kräftans klor - flexi (Chickenbrain Records, 1988)
- F.R.E.D. - EP (Chickenbrain Records, 1990)
- Split med Rövsvett - EP (Chickenbrain Records, 1989)
- Your Choice Live Series - LP (Your Choice, 1989)
- Klok - LP (Arda Records, 1991)

Samlingsskivor:
- Really fast vol. 3 - LP (Really Fast records, 1986)
- Eggmangel - Live 1986 - LP (Your Own Jailer, 1995)